# Kalavai
Kalavai é uma panchayat (vila) no distrito de Vellore, no estado indiano de Tamil Nadu.

## Geografia
Kalavai está localizada a 12° 46′ N, 79° 25′ L. Tem uma altitude média de 138 metros (452 pés).

## Demografia
Segundo o censo de 2001,  Kalavai  tinha uma população de 9761 habitantes. Os indivíduos do sexo masculino constituem 49% da população e os do sexo feminino 51%. Kalavai tem uma taxa de literacia de 68%, superior à média nacional de 59.5%: a literacia no sexo masculino é de 77% e no sexo feminino é de 59%. Em Kalavai, 11% da população está abaixo dos 6 anos de idade.